# Olearia argophylla
Espèce
Classification phylogénétique
Olearia argophylla est une espèce de plantes à fleurs de la famille des Asteraceae appartenant au genre Olearia, caractérisée par sa forte odeur de musc.

## Description
Cette espèce se présente sous la forme d'un arbre aux branches basses pouvant atteindre 15 mètres de hauteur dans son environnement naturel qui se trouve dans le sud de l'Australie, plus précisément en Nouvelle-Galles du Sud, en Tasmanie et dans l'État de Victoria.
Ses feuilles sont grandes et larges (6 - 15 cm × 2 - 5 cm) grossièrement dentées, vertes au-dessus et argentées en dessous. Ses fleurs sont blanc-crème.

## Habitat
Cette espèce pousse dans les forêts humides sclérophylles du sud-est de l'Australie.

## Taxonomie
Synonymes
- Aster argophyllus Labill.
- Aster argophyllus var. oliganthemus F.Muell.
- Aster caryophyllus Steud.
- Aster moschatus Hort. ex Colla
- Eurybia argophylla (Labill.) Cass.[2]